# Ectropis fernaldaria
Ectropis fernaldaria är en fjärilsart som beskrevs av George Duryea Hulst 1888. Ectropis fernaldaria ingår i släktet Ectropis och familjen mätare. Inga underarter finns listade i Catalogue of Life.